# Titan Rain
Titan Rain fue la denominación dada por el gobierno estadounidense a una serie de ataques coordinados contra sistemas informáticos estadounidenses desde 2003. Los ataques se consideraron de origen chino, aunque su naturaleza precisa (por ejemplo, espionaje subvencionado por el gobierno, espionaje industrial o ataques aleatorios por hackers) y sus identidades reales (por ejemplo, usuarios ocultados por proxy, computadoras consideradas "zombies" o infectadas por programas espía o virus) permanecen desconocidas.
Al principio de diciembre de 2005, el director del SANS Institute, un instituto de seguridad en Estados Unidos, indicó que "lo más probable es que [los ataques] fueron el resultado de hackers militares chinos intentando recopilar información sobre sistemas estadounidenses."
Los hackers de Titan Rain obtuvieron acceso a varias redes informáticas estadounidenses con fines de espionaje, inclusive las de Lockheed Martin, Laboratorio Nacional Sandia, Redstone Arsenal y la NASA.